# Missègre
Missègre är en kommun i departementet Aude i regionen Occitanien  i södra Frankrike. Kommunen ligger  i kantonen Couiza som ligger i arrondissementet Limoux. År 2022 hade Missègre 64 invånare.

## Befolkningsutveckling
Antalet invånare i kommunen Missègre
Referens: INSEE